# جزیره اورمیف
جزیره اورمیف (انگلیسی: Oremif) یک جزیره در سرزمین خاباروفسک کشور روسیه است.